# Eugene Coakley
Eugene Coakley (ur. 7 marca 1979 w Corku) – irlandzki wioślarz.

## Osiągnięcia
- Mistrzostwa Świata Juniorów – Hazewinkel 1997 – czwórka podwójna – 6. miejsce[1].
- Mistrzostwa Świata – Kolonia 1998 – dwójka podwójna wagi lekkiej – 21. miejsce[1].
- Mistrzostwa Świata – Lucerna 2001 – czwórka bez sternika wagi lekkiej – 14. miejsce[1].
- Mistrzostwa Świata – Sewilla 2002 – dwójka podwójna wagi lekkiej – 13. miejsce[1].
- Mistrzostwa Świata – Mediolan 2003 – czwórka bez sternika wagi lekkiej – 6. miejsce[1].
- Igrzyska Olimpijskie – Ateny 2004 – czwórka bez sternika wagi lekkiej – 6. miejsce[1].
- Mistrzostwa Świata – Gifu 2005 – czwórka bez sternika wagi lekkiej – 2. miejsce[1].
- Mistrzostwa Świata – Eton 2006 – czwórka bez sternika wagi lekkiej – 3. miejsce[1].
- Mistrzostwa Świata – Monachium 2007 – czwórka bez sternika wagi lekkiej – 12. miejsce[1].
- Mistrzostwa Świata – Linz 2008 – dwójka bez sternika wagi lekkiej – 8. miejsce[1].